# Gabriele Semeraro
Gabriele Semeraro (Castellaneta, 1º gennaio 1912 – 3 novembre 1994) è stato un politico italiano.

## Biografia
Laureato in giurisprudenza, è avvocato. Esponente della Democrazia Cristiana, è sindaco di Castellaneta dal 1950 al 1954, poi nuovamente dal 1962 al 1983 e ancora dal 1985 al 1988.
Eletto deputato nel 1948, rimane in carica per sei legislature consecutive, fino al 1976. Ricopre anche il ruolo di Sottosegretario al Turismo e allo Spettacolo nel Governo Tambroni (1960), nel Governo Fanfani III (1960-1962) e poi nel Governo Andreotti II (1972-1973).
Muore all'età di 82 anni, nel novembre 1994.